# Toui à front bleu
Touit dilectissimus
Espèce
Synonymes
- Touit dilectissima

Statut de conservation UICN

 LC  : Préoccupation mineure
Statut CITES
Le Toui à front bleu (Touit dilectissimus) est une espèce d'oiseaux appartenant à la famille des Psittacidae.
Cet oiseau vit dans le Tumbes-Chocó-Magdalena ainsi que quelques contrées andines de l'est de la Colombie et l'ouest du Venezuela.